# 大熊砂絵子
大熊 砂絵子（おおくま さえこ、1965年9月14日 - ）は、日本短波放送（現・日経ラジオ社）の元ディレクター、ラジオパーソナリティ、北陸朝日放送（HAB）の元アナウンサー。

## 経歴
石川県金沢市出身。身長154cm（1989年）、血液型AB型。日本大学芸術学部放送学科卒業後、1988年に日本短波放送（ラジオたんぱ）入社（同期入社に木和田篤、山本直也など）。アナウンサー志望だったが希望通りにいかず、制作部に配属されてディレクターを務める。入社1年目からディレクターとして多くの番組でキューを振り、1989年1月の時点では『音楽タイムトンネル』『ミュージトピア』『カナダ・ジス・ウィーク』『ソニー・ワールド・ネットワーク』『イギリスの話題』『教師の窓』『合格いっぽん道』『めざせ!高校一直線』（以上第1放送）『慶應義塾の時間』（第2放送）と約10本を担当。一方で声出しでラジオ出演することも叶い、『砂絵子にとまれ』（1988年11月 - 1990年3月）、『音楽タイムトンネル』にパーソナリティとして出演。『満載ラジオ⑤⑤5!』などこれ以外の番組にも飛び入りで出演することも少なくなかったという。
1991年、ラジオたんぱを退社してこの年の10月1日に地元・石川県に開局した北陸朝日放送にアナウンサーとしてUターン就職。平日夕方のローカルワイドニュース番組『HAB Uライン』などに出演する。1994年に北陸朝日放送を退職。

## エピソード
- まだ放送業界に入る前だった日大芸術学部3年生の学生時代の1986年、月刊ラジオパラダイス（三才ブックス）1986年11月号のコーナーページ『クリアキャッチレスキュー隊』に掲載されている。「FM横浜が聴きたくてステレオを買ったのに、きれいに聴こえない」ということでの依頼だった[4]。この時は、音楽番組が大好きでTBSラジオの『サーフ&スノー』は欠かさず聴いていると答えている[4]。
- ラジオたんぱ時代にディレクターとして携わった『めざせ!高校一直線』では当時小森まなみ出演の金曜日の担当であり、「声が似ているから」ということで小森から直々に「こまみ」というニックネームを付けられた[1]。

## 担当番組

### ラジオたんぱ時代
- 砂絵子にとまれ （1988年11月 - 1990年3月、毎週木曜日19:00 - 19:30（1989年3月まで）→ 毎週土曜日19:30 - 20:00（1989年4月 - 1990年3月））
- 音楽タイムトンネル （1989年3月まで）
  - 他

### 北陸朝日放送時代
- HAB Uライン
  - 他